# 阿塔赤
阿塔赤（?—?），元朝将领。捏古剌之长子。
阿塔赤在忽必烈时参与围攻襄阳，攻克江南，在漠北参与平定昔里吉之乱，在辽东参与平定乃颜之乱，都因为立功受到赏赐。在元成宗、元武宗时，担任札撒兀孙。元仁宗时，官至左阿速卫千户。后来去世。他的弟弟（一说儿子）教化、者燕不花。

## 延伸阅读
[在维基数据编辑]
 《元史·卷123》，出自宋濂《元史》
 《新元史/卷154》，出自柯劭忞《新元史》